# City Hall (Cardiff)
Pour les articles homonymes, voir City Hall.

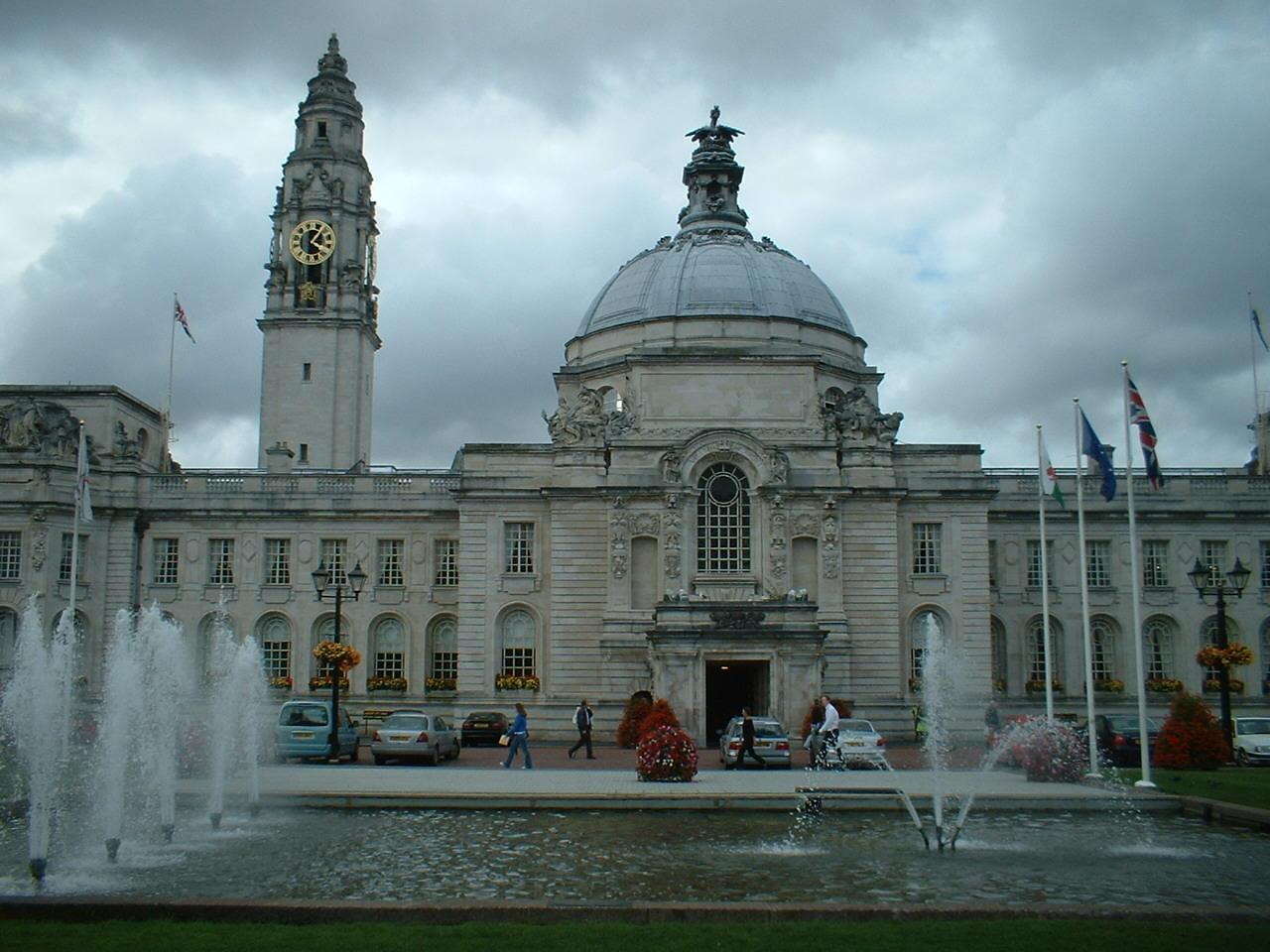
Fronton de la mairie de Cardiff

Le City Hall, c'est-à-dire la mairie, est un bâtiment municipal de la ville de Cardiff (au Pays de Galles) localisé dans Cathays Park. Construit en calcaire provenant des carrières de l'île de Portland, ce bâtiment devint le cinquième de la ville à servir de centre aux autorités locales de Cardiff lorsqu'il ouvrit ses portes en octobre 1906. Imaginé par les architectes Lanchaster, Stewart et Rickards, son style est d'inspiration Renaissance anglaise et Renaissance française.

## The Marble Hall
Le premier palier du City Hall est décoré de statues de marbre représentant des personnages célèbres de l'histoire galloise :
- Boudicca de J. Havard Thomas
- Saint David de Sir William Goscombe John
- Hywel Dda (King Howell the Good, Howell le Bon) de F. W. Pomeray
- Gerald of Wales, Gérard de Galles de Henry Poole
- Llywelyn Ein Llyw Olaf (Llywelyn II, le dernier prince régnant du Pays de Galles) de Henry Pegram
- Dafydd ap Gwilym de W. W. Wagstaff
- Owain Glyndwr de Alfred Turner
- Henri VII de Ernest G. Gillick
- L'évêque William Morgan, premier traducteur de la Bible en gallois de T. J. Clapperton
- William Williams Pantycelyn (en) de L. S. Merrifield
- Sir Thomas Picton de T. Menburn Crook

## Dans la culture populaire
La pochette du single Mulder and Scully du groupe Catatonia représente une soucoupe volante au-dessus de ce bâtiment, à la manière de celle sur l'affiche du film Independence Day.